# Renaud Ripart
Renaud Ripart (Nîmes, 14 maart 1993) is een Frans voetballer die doorgaans speelt als middenvelder. In juli 2025 verliet hij Troyes.

## Clubcarrière
Ripart speelde in de jeugdopleiding van Nîmes Olympique. Bij die club maakte hij op 12 oktober 2011 zijn debuut, toen in de Championnat National met 1–1 gelijkgespeeld werd tegen Orléans. Seydou Koné opende namens Nîmes de score en door een doelpunt van Sébastien Persico werd het uiteindelijk gelijk. Ripart moest van coach Thierry Froger op de reservebank beginnen en hij mocht drieëntwintig minuten na rust invallen voor Issouf Ouattara. Zijn eerste doelpunt maakte hij op 13 januari 2012, toen in eigen huis met 4–1 gewonnen werd van Fréjus Saint-Raphaël.
In zijn eerste seizoen in het eerste elftal promoveerde Nîmes als kampioen van het derde niveau naar de Ligue 2. Ripart werd in de zomer van 2014 voor één seizoen gehuurd door Bastia. Na zijn terugkeer in Nîmes kreeg Ripart een belangrijkere rol in het eerste elftal. In het seizoen 2017/18 eindigde Nîmes Olympique op de tweede plaats waarmee promotie naar de Ligue 1 bereikt werd. In dat seizoen kwam Ripart tot dertig competitiewedstrijden, waarin hij vijf doelpunten wist te maken. Na de promotie verlengde de middenvelder zijn contract bij de club tot medio 2020. In juni 2019 kreeg hij contractverlenging tot medio 2023.
Ripart maakte in de zomer van 2021 voor een bedrag van circa drieënhalf miljoen euro de overstap naar Troyes, waar hij zijn handtekening zette onder een verbintenis voor de duur van vier seizoenen. Aan het einde van het seizoen 2022/23 degradeerde Ripart met Troyes naar de Ligue 2.

## Clubstatistieken
| Seizoen | Club            | Competitie | Competitie | Competitie | Beker | Beker | Internationaal | Internationaal | Totaal | Totaal |
| Seizoen | Club            | Competitie | Wed.       | Dlp.       | Wed.  | Dlp.  | Wed.           | Dlp.           | Wed.   | Dlp.   |
| ------- | --------------- | ---------- | ---------- | ---------- | ----- | ----- | -------------- | -------------- | ------ | ------ |
| 2011/12 | Nîmes Olympique | National   | 16         | 2          | 0     | 0     | —              | —              | 16     | 2      |
| 2012/13 | Nîmes Olympique | Ligue 2    | 8          | 2          | 1     | 0     | —              | —              | 9      | 2      |
| 2013/14 | Nîmes Olympique | Ligue 2    | 10         | 0          | 1     | 0     | —              | —              | 11     | 0      |
| 2014/15 | → Bastia        | National   | 28         | 4          | 1     | 1     | —              | —              | 29     | 5      |
| 2015/16 | Nîmes Olympique | Ligue 2    | 30         | 8          | 1     | 0     | —              | —              | 31     | 8      |
| 2016/17 | Nîmes Olympique | Ligue 2    | 36         | 8          | 1     | 1     | —              | —              | 37     | 9      |
| 2017/18 | Nîmes Olympique | Ligue 2    | 30         | 5          | 3     | 0     | —              | —              | 33     | 5      |
| 2018/19 | Nîmes Olympique | Ligue 1    | 38         | 8          | 2     | 0     | —              | —              | 40     | 8      |
| 2019/20 | Nîmes Olympique | Ligue 1    | 24         | 4          | 1     | 1     | —              | —              | 25     | 5      |
| 2020/21 | Nîmes Olympique | Ligue 1    | 38         | 11         | 0     | 0     | —              | —              | 38     | 11     |
| 2021/22 | Troyes          | Ligue 1    | 28         | 2          | 0     | 0     | —              | —              | 28     | 2      |
| 2022/23 | Troyes          | Ligue 1    | 26         | 4          | 0     | 0     | —              | —              | 26     | 4      |
| 2023/24 | Troyes          | Ligue 2    | 16         | 2          | 0     | 0     | —              | —              | 16     | 2      |
| 2024/25 | Troyes          | Ligue 2    | 16         | 4          | 1     | 2     | —              | —              | 17     | 6      |
| Totaal  | Totaal          | Totaal     | 344        | 64         | 12    | 5     | 0              | 0              | 356    | 69     |

Bijgewerkt op 8 juli 2025.

## Erelijst
| Championnat National | 1 | 2011/12 |